# Thaddeus Cahill
Pour les articles homonymes, voir Cahill.
Thaddeus Cahill (18 juin 1867 – 12 avril 1934) est un inventeur américain du XXe siècle. Il est plus connu pour avoir inventé le premier instrument électro-mécanique, qu'il a nommé le telharmonium.
Il étudia les physiques de la musique lorsqu'il vivait dans l'Ohio. Il fut convaincu que la musique pouvait être créé à l'aide de l'électricité. Il montra son premier telharmonium à Lord Kelvin en 1902. Cette année, il fonde un laboratoire à Holyoke, dans lequel il est rejoint plus tard par son frère, Arthur T. Cahill.
Cahill voulait que la musique du telharmonium soit diffusée dans les hôtels, restaurants, cinémas et dans les maisons par le biais des lignes téléphoniques. Avec un poids initial de 7 tonnes (pouvant même atteindre 200 tonnes) et un prix de 200 000 $, seuls trois telharmoniums ont été construits, et la vision futuriste de Cahill n'a pas pu être mise en œuvre.